# 中华人民共和国参与的双边投资协定
中华人民共和国参与的双边投资协定收录中华人民共和国政府与其他国家或地区经济体签订的双边投资协定。

## 概览
截至2025年5月，中华人民共和国政府与其他国家或地区经济体共签订146项双边投资协定，其中21项待通过，1项未通过即终止，17项已终止，107项生效中。

## 非洲
| 序号 | 国家                                         | 协定全称                                                                     | 签署日期       | 生效日期       | 备注     |
| ---- | -------------------------------------------- | ---------------------------------------------------------------------------- | -------------- | -------------- | -------- |
| 1    |                                              | 中华人民共和国政府和加纳共和国政府关于鼓励和相互保护投资协定                 | 1989年10月12日 | 1990年11月22日 | [ 2 ]    |
| 2    | 埃及                                         | 中华人民共和国政府和阿拉伯埃及共和国政府关于鼓励和相互保护投资协定           | 1994年4月21日  | 1996年4月1日   | [ 3 ]    |
| 3    | 摩洛哥                                       | 中华人民共和国政府和摩洛哥王国政府关于鼓励和相互保护投资协定                 | 1995年3月27日  | 1999年11月27日 | [ 4 ]    |
| 4    | 模里西斯                                     | 中华人民共和国政府与毛里求斯共和国政府关于相互促进和保护投资协定             | 1996年5月4日   | 1997年6月8日   | [ 5 ]    |
| 5    | 辛巴威                                       | 中华人民共和国政府和津巴布韦共和国政府关于鼓励和相互保护投资协定             | 1996年5月21日  | 1998年3月1日   | [ 6 ]    |
| —    | 尚比亞                                       | 中华人民共和国政府和赞比亚共和国政府关于鼓励和相互保护投资协定               | 1996年6月21日  | 尚未生效       | [ 7 ]    |
| 6    | 阿尔及利亚                                   | 中华人民共和国政府和阿尔及利亚民主人民共和国政府关于鼓励和相互保护投资协定   | 1996年10月17日 | 2003年1月28日  | [ 8 ]    |
| 7    | 加彭                                         | 中华人民共和国政府和加蓬共和国政府关于促进和相互保护投资协定                 | 1997年5月9日   | 2009年2月16日  | [ 9 ]    |
| —    | 喀麦隆                                       | 中华人民共和国政府和喀麦隆共和国政府关于相互促进和保护投资协定               | 1997年5月10日  | 2014年7月24日  | [ 10 ]   |
| 8    | 奈及利亞                                     | 中华人民共和国和尼日利亚联邦共和国关于相互鼓励和保护投资协定                 | 1997年5月12日  |                | 已废除   |
| 8    | 奈及利亞                                     | 中华人民共和国政府和尼日利亚联邦共和国政府相互促进和保护投资协定             | 2001年8月27日  | 2010年2月18日  | 重新签订 |
| 9    | 苏丹                                         | 中华人民共和国政府和苏丹共和国政府关于鼓励和相互保护投资协定                 | 1997年5月30日  | 1998年7月1日   | [ 12 ]   |
| —    | 刚果民主共和国                               | 中华人民共和国政府和刚果民主共和国政府关于鼓励和相互保护投资协定             | 1997年12月18日 | 尚未生效       |          |
| —    | 刚果民主共和国                               | 中华人民共和国政府和刚果民主共和国政府关于促进和保护投资的协定               | 2011年8月11日  | 尚未生效       | [ 13 ]   |
| 10   | 南非                                         | 中华人民共和国政府和南非共和国政府关于相互鼓励和保护投资协定                 | 1997年12月30日 | 1998年4月1日   | [ 14 ]   |
| 11   |                                              | 中华人民共和国政府和佛得角共和国政府关于鼓励和相互保护投资协定               | 1998年4月21日  | 2001年10月1日  | [ 15 ]   |
| 12   | 衣索比亞                                     | 中华人民共和国政府和埃塞俄比亚联邦民主共和国政府关于鼓励和相互保护投资协定   | 1998年5月11日  | 2000年5月1日   | [ 16 ]   |
| —    |                                              | 中华人民共和国政府和博茨瓦纳共和国政府关于鼓励促进和保护投资协定             | 2000年6月12日  | 尚未生效       | [ 17 ]   |
| —    |                                              | 中华人民共和国政府和塞拉利昂共和国政府关于促进和保护投资协定                 | 2001年5月16日  | 尚未生效       | [ 18 ]   |
| —    | 莫桑比克                                     | 中华人民共和国政府和莫桑比克共和国政府关于鼓励促进和相互保护投资协定         | 2001年7月10日  | 2002年2月26日  | [ 19 ]   |
| —    |                                              | 中华人民共和国政府和肯尼亚共和国政府关于鼓励促进和保护投资协定               | 2001年7月16日  | 尚未生效       | [ 20 ]   |
| —    |                                              | 中华人民共和国政府和科特迪瓦共和国政府关于鼓励促进和保护投资协定             | 2002年9月30日  | 尚未生效       | [ 21 ]   |
| —    |                                              | 中华人民共和国政府和吉布提共和国政府关于促进和保护投资协定                   | 2003年8月18日  | 尚未生效       | [ 22 ]   |
| —    |                                              | 中华人民共和国政府和吉布提共和国政府关于促进和保护投资协定                   | 2003年8月18日  | 尚未生效       | [ 22 ]   |
| —    | 乌干达                                       | 中华人民共和国政府和乌干达共和国政府关于相互促进和保护投资的协定             | 2004年5月27日  | 尚未生效       | [ 23 ]   |
| 13   | 突尼西亞                                     | 中华人民共和国和突尼斯共和国关于相互鼓励和保护投资协定                       | 2004年6月21日  | 2006年7月1日   | [ 24 ]   |
| 14   | 赤道几内亚                                   | 中华人民共和国政府和赤道几内亚共和国政府关于促进和保护投资的协定             | 2005年10月20日 | 2006年11月15日 | [ 25 ]   |
| —    | 纳米比亚                                     | 中华人民共和国和纳米比亚共和国关于促进和保护投资协定                         | 2005年11月17日 | 尚未生效       | [ 26 ]   |
| —    | 几内亚                                       |                                                                              | 2005年11月18日 | 尚未生效       |          |
| 15   | 马达加斯加                                   | 中华人民共和国政府和马达加斯加共和国政府相互促进和保护投资协定               | 2005年11月21日 | 2007年7月1日   | [ 27 ]   |
| —    | 塞舌尔                                       | 中华人民共和国政府和塞舌尔共和国政府关于互相促进和保护投资的协定             | 2007年2月10日  | 尚未生效       | [ 28 ]   |
| 16   |                                              | 中华人民共和国政府和马里共和国政府关于相互促进和保护投资协定                 | 2009年2月12日  | 2009年7月16日  | [ 29 ]   |
| —    |                                              | 中华人民共和国政府和乍得共和国政府关于促进和保护投资的协定                   | 2010年4月26日  | 尚未生效       | [ 30 ]   |
| —    | 大阿拉伯利比亚人民社会主义民众国 · 今 利比亞 | 中华人民共和国政府和大阿拉伯利比亚人民社会主义民众国关于促进和保护投资的协定 | 2010年8月4日   | 尚未生效       | [ 31 ]   |
| 17   | 坦桑尼亚                                     | 中华人民共和国政府和坦桑尼亚联合共和国政府关于促进和相互保护投资协定         | 2013年3月24日  | 2014年4月17日  | [ 32 ]   |
| 18   | 刚果共和国                                   | 中华人民共和国政府和刚果共和国政府关于鼓励促进和保护投资协定                 | 2000年3月20日  | 2015年7月1日   | [ 33 ]   |
| —    | 安哥拉                                       | 中华人民共和国政府和安哥拉共和国政府关于促进和相互保护投资的协定             | 2023年12月6日  | 2024年6月29日  |          |

## 美洲
| 序号 | 国家           | 协定全称                                                                 | 签署日期       | 生效日期       | 备注     |
| ---- | -------------- | ------------------------------------------------------------------------ | -------------- | -------------- | -------- |
| 1    | 玻利维亚       | 中华人民共和国政府和玻利维亚共和国政府关于鼓励和相互保护投资协定         | 1992年5月8日   | 1996年9月1日   | [ 34 ]   |
| 2    | 阿根廷         | 中华人民共和国政府和阿根廷共和国政府关于促进和相互保护投资协定           | 1992年11月5日  | 1994年8月1日   | [ 35 ]   |
| 3    | 乌拉圭         | 中华人民共和国政府和乌拉圭东岸共和国政府关于鼓励和相互保护投资协定       | 1993年12月2日  | 1997年12月1日  | [ 36 ]   |
| 4    |                | 中华人民共和国政府和厄瓜多尔共和国政府关于鼓励和相互保护投资协定         | 1994年3月21日  | 1997年7月1日   | [ 37 ]   |
| 5    | 智利           | 中华人民共和国政府和智利共和国政府关于鼓励和相互保护投资协定             | 1994年3月23日  | 1995年8月1日   | [ 38 ]   |
| 6    | 秘魯           | 中华人民共和国政府和秘鲁共和国政府关于鼓励和相互保护投资协定             | 1994年6月9日   | 1995年2月1日   | [ 39 ]   |
| 7    | 牙买加         | 中华人民共和国政府和牙买加政府关于鼓励和相互保护投资协定                 | 1994年10月26日 | 1996年4月1日   | [ 40 ]   |
| 8    | 古巴           | 中华人民共和国政府和古巴共和国政府关于鼓励和相互保护投资协定             | 1995年4月24日  | 1996年8月1日   | [ 41 ]   |
| 8    | 古巴           | 中华人民共和国政府和古巴共和国政府关于促进和相互保护投资协定的修订       | 2007年4月20日  | 2008年12月1日  | 重新修订 |
| 9    |                | 中华人民共和国政府和巴巴多斯政府关于鼓励和相互保护投资协定               | 1998年7月20日  | 1999年10月1日  | [ 43 ]   |
| 10   | 千里達及托巴哥 | 中华人民共和国政府和特立尼达和多巴哥共和国政府关于鼓励促进和保护投资协定 | 2002年7月22日  | 2004年12月7日  | [ 44 ]   |
| 11   |                | 中华人民共和国政府和圭亚那共和国政府关于促进和保护投资协定               | 2003年3月27日  | 2004年10月26日 | [ 45 ]   |
| —    |                | 中华人民共和国政府和哥斯达黎加共和国政府关于促进和保护投资的协定         | 2007年10月24日 | 2016年10月20日 | [ 46 ]   |
| —    | 墨西哥         | 中华人民共和国政府和墨西哥合众国政府关于促进和相互保护投资的协定         | 2008年7月11日  | 2009年6月6日   | [ 47 ]   |
| —    | 哥伦比亚       | 中华人民共和国政府和哥伦比亚共和国政府关于促进和保护投资的双边协定       | 2008年11月22日 | 2013年7月2日   | [ 48 ]   |
| —    | 巴哈马         | 中华人民共和国政府和巴哈马国政府关于促进和保护投资的协定                 | 2009年9月4日   | 尚未生效       | [ 49 ]   |
| 12   | 加拿大         | 中华人民共和国政府和加拿大政府关于促进和相互保护投资的协定               | 2012年9月9日   | 2014年10月1日  | [ 50 ]   |
| —    | 委內瑞拉       | 中华人民共和国政府和委内瑞拉玻利瓦尔共和国政府关于相互促进和保护投资协定 | 2024年5月22日  |                | [ 51 ]   |

## 亚洲
| 序号 | 国家或地区                                                         | 协定全称                                                                     | 签署日期       | 生效日期       | 备注                               |
| ---- | ------------------------------------------------------------------ | ---------------------------------------------------------------------------- | -------------- | -------------- | ---------------------------------- |
| 1    | 泰國                                                               | 中华人民共和国政府和泰王国政府关于促进和保护投资的协定                       | 1985年3月12日  | 1985年12月13日 | [ 52 ]                             |
| 2    | 新加坡                                                             | 中华人民共和国政府和新加坡共和国政府关于促进和保护投资协定                   | 1985年11月21日 | 1986年2月7日   | [ 53 ]                             |
| 3    | 科威特                                                             | 中华人民共和国政府和科威特国政府关于促进和保护投资协定                       | 1985年11月23日 | 1986年12月24日 | [ 54 ]                             |
| 4    | 斯里蘭卡                                                           | 中华人民共和国政府和斯里兰卡民主社会主义共和国政府关于相互促进和保护投资协定 | 1986年3月13日  | 1987年3月25日  | [ 55 ]                             |
| 5    | 日本                                                               | 中华人民共和国和日本国关于鼓励和相互保护投资协定                             | 1988年8月27日  | 1989年5月14日  | [ 56 ]                             |
| 6    | 马来西亚                                                           | 中华人民共和国政府和马来西亚政府关于相互鼓励和保护投资协定                   | 1988年11月21日 | 1990年3月31日  | [ 57 ]                             |
| 7    | 巴基斯坦                                                           | 中华人民共和国政府和巴基斯坦伊斯兰共和国政府关于相互鼓励和保护投资协定       | 1989年2月12日  | 1990年9月30日  | [ 58 ]                             |
| 8    | 土耳其                                                             | 中华人民共和国和土耳其共和国关于相互促进和保护投资协定                       | 1990年11月13日 | 1994年8月19日  | 新协定2020年生效之日起，前协定失效 |
| 8    | 土耳其                                                             | 中华人民共和国政府和土耳其共和国政府关于相互促进和保护投资协定               | 2015年7月29日  | 2020年11月11日 | [ 60 ]                             |
| 9    | 蒙古人民共和国 · 今 蒙古国                                         | 中华人民共和国政府和蒙古人民共和国政府关于鼓励和相互保护投资协定             | 1991年8月25日  | 1993年11月1日  | [ 61 ]                             |
| 10   |                                                                    | 中华人民共和国政府和乌兹别克斯坦共和国政府关于鼓励和相互保护投资协定         | 1992年3月13日  | 1994年4月12日  | 新协定取代旧协定                   |
| 10   | 中华人民共和国政府和乌兹别克斯坦共和国政府关于促进和保护投资的协定 | 2011年4月19日                                                                | 2011年9月1日   | 重新签订       |                                    |
| 11   |                                                                    | 中华人民共和国政府和吉尔吉斯斯坦共和国政府关于鼓励和相互保护投资协定         | 1992年5月14日  | 1995年9月8日   | [ 64 ]                             |
| 12   | 亞美尼亞                                                           | 中华人民共和国政府和亚美尼亚共和国政府关于鼓励和相互保护投资协定             | 1992年7月4日   | 1995年3月18日  | [ 65 ]                             |
| 13   | 菲律賓                                                             | 中华人民共和国政府和菲律宾共和国政府关于鼓励和相互保护投资协定               | 1992年7月20日  | 1995年9月8日   | [ 66 ]                             |
| 14   |                                                                    | 中华人民共和国政府和哈萨克斯坦共和国政府关于鼓励和相互保护投资协定           | 1992年8月10日  | 1994年8月13日  | [ 67 ]                             |
| 15   |                                                                    | 中华人民共和国政府和大韩民国政府关于鼓励和相互保护投资协定                   | 1992年9月30日  | 1992年12月4日  | [ 68 ]                             |
| 15   | 中华人民共和国政府和大韩民国政府关于促进和保护投资的协定           | 2007年9月7日                                                                 | 2007年12月1日  | 重新签订       |                                    |
| 16   |                                                                    | 中华人民共和国政府和土库曼斯坦政府关于鼓励和相互保护投资协定                 | 1992年11月21日 | 1994年6月6日   | [ 69 ]                             |
| 17   | 越南                                                               | 中华人民共和国政府和越南社会主义共和国政府关于鼓励和相互保护投资协定         | 1992年12月2日  | 1993年9月1日   | [ 70 ]                             |
| 18   |                                                                    | 中华人民共和国政府和老挝人民民主共和国政府关于鼓励和相互保护投资协定         | 1993年1月31日  | 1993年6月1日   | [ 71 ]                             |
| 19   |                                                                    | 中华人民共和国政府和塔吉克斯坦共和国政府关于鼓励和相互保护投资协定           | 1993年3月9日   | 1994年1月20日  | [ 72 ]                             |
| 19   |                                                                    | 2024年7月5日                                                                 |                | 升级           |                                    |
| 20   |                                                                    | 中华人民共和国政府和格鲁吉亚共和国政府关于鼓励和相互保护投资协定             | 1993年6月3日   | 1995年3月1日   | [ 73 ]                             |
| 21   | 阿联酋                                                             | 中华人民共和国政府和阿拉伯联合酋长国政府关于促进和保护投资协定               | 1993年7月1日   | 1994年9月28日  | [ 74 ]                             |
| 22   |                                                                    | 中华人民共和国政府和阿塞拜疆共和国政府关于鼓励和相互保护投资协定             | 1994年3月8日   | 1995年4月1日   | [ 75 ]                             |
| 23   | 印度尼西亞                                                         | 中华人民共和国政府和印度尼西亚共和国政府关于促进和保护投资协定               | 1994年11月18日 | 1995年4月1日   | [ 76 ]                             |
| 24   | 阿曼                                                               | 中华人民共和国政府和阿曼苏丹国政府关于促进和保护投资协定                     | 1995年3月18日  | 1995年8月1日   | [ 77 ]                             |
| 25   | 以色列                                                             | 中华人民共和国政府和以色列国政府关于促进和相互保护投资协定                   | 1995年4月10日  | 2009年1月13日  | [ 78 ]                             |
| 26   | 沙烏地阿拉伯                                                       | 中华人民共和国和沙特阿拉伯王国关于相互鼓励和保护投资协定                     | 1996年2月29日  | 1997年5月1日   | [ 79 ]                             |
| 27   | 黎巴嫩                                                             | 中华人民共和国政府和黎巴嫩共和国政府关于鼓励和相互保护投资协定               | 1996年6月13日  | 1997年7月10日  | [ 80 ]                             |
| 28   | 柬埔寨                                                             | 中华人民共和国政府和柬埔寨王国政府关于促进和保护投资协定                     | 1996年7月19日  | 2000年2月1日   | [ 81 ]                             |
| —    |                                                                    | 中华人民共和国政府和孟加拉人民共和国政府关于鼓励和相互保护投资协定           | 1996年9月12日  | 1997年3月25日  | [ 82 ]                             |
| 29   | 叙利亚                                                             | 中华人民共和国政府和叙利亚阿拉伯共和国政府关于相互促进和保护投资协定         | 1996年12月9日  | 2001年11月1日  | [ 83 ]                             |
| 30   | 葉門                                                               | 中华人民共和国政府和也门共和国政府关于鼓励和相互保护投资协定                 | 1998年2月16日  | 2002年4月10日  | [ 84 ]                             |
| 31   |                                                                    | 中华人民共和国政府和卡塔尔国政府关于鼓励和相互保护投资协定                   | 1999年4月9日   | 2000年4月1日   | [ 85 ]                             |
| 32   | 巴林                                                               | 中华人民共和国政府和巴林国政府关于鼓励和相互保护投资协定                     | 1999年6月17日  | 2000年4月27日  | [ 86 ]                             |
| 33   | 伊朗                                                               | 中华人民共和国政府和伊朗伊斯兰共和国政府关于相互促进和保护投资协定           | 2000年6月22日  | 2005年7月1日   | [ 87 ]                             |
| —    |                                                                    | 中华人民共和国政府和文莱达鲁萨兰国政府关于鼓励和相互保护投资协定             | 2000年11月17日 | 尚未生效       | [ 88 ]                             |
| —    | 约旦                                                               |                                                                              | 2001年11月15日 | 尚未生效       | [ 89 ]                             |
| 34   | 緬甸聯邦 · 今 緬甸                                                 | 中华人民共和国政府和缅甸联邦政府关于鼓励促进和保护投资协定                   | 2001年12月12日 | 2002年5月21日  | [ 90 ]                             |
| 35   |                                                                    | 朝鲜民主主义人民共和国政府和中华人民共和国政府关于促进和保护投资协定         | 2005年3月22日  | 2005年10月1日  | [ 91 ]                             |
| 36   | 印度                                                               | 中华人民共和国政府和印度共和国政府关于促进和相互保护投资协定                 | 2006年11月21日 | 2007年8月1日   | [ 92 ]                             |
| 37   | 日本 ·                                                             | 中华人民共和国政府、日本国政府及大韩民国政府关于促进、便利及保护投资的协定   | 2012年5月13日  | 2014年5月17日  | [ 93 ]                             |
| —    | 东南亚国家联盟                                                     | 中华人民共和国政府与东南亚国家联盟成员国政府全面经济合作框架协议投资协议     | 2009年8月15日  | 2010年1月1日   | [ 94 ]                             |
| —    | 亚太贸易协定                                                       |                                                                              | 2009年12月15日 | 尚未生效       | [ 95 ]                             |

## 欧洲
| 序号 | 国家或地区             | 协定全称 | 签署日期       | 生效日期       | 备注                               |
| ---- | ---------------------- | --- | -------------- | -------------- | ---------------------------------- |
| 1    | 瑞典                   | 中华人民共和国政府和瑞典王国政府关于相互保护投资的协定                                                                               | 1982年3月29日  | 1982年3月29日  | [ 96 ]                             |
| 1    | 瑞典                   | 中华人民共和国政府和瑞典王国政府关于修改一九八二年三月二十九日《中华人民共和国政府和瑞典王国政府关于相互保护投资的协定》的议定书     | 2004年9月27日  | 2004年9月27日  | 签字即生效                         |
| 2    | 德国                   | 中华人民共和国和德意志联邦共和国关于促进和相互保护投资的协定及议定书                                                                 | 1983年10月7日  | 1985年3月18日  | [ 97 ]                             |
| 2    | 德国                   | 中华人民共和国和德意志联邦共和国关于促进和相互保护投资的协定                                                                         | 2003年12月1日  | 2005年11月11日 | 重新签订                           |
| 3    | 法國                   | 中华人民共和国政府和法兰西共和国政府关于相互鼓励和保护投资的协定                                                                     | 1984年5月30日  | 1985年3月19日  | [ 99 ]                             |
| 3    | 法國                   | 中华人民共和国政府和法兰西共和国政府关于相互促进和保护投资的协定                                                                     | 2007年11月26日 | 2010年8月20日  | 重新签订，新协定取代旧协定         |
| 4    | 比利时 · 盧森堡        | 中华人民共和国政府和比利时——卢森堡经济联盟关于相互鼓励和保护投资协定                                                                 | 1984年6月4日   | 1986年10月5日  | [ 101 ]                            |
| 4    | 比利时 · 盧森堡        | 中华人民共和国政府和比利时－卢森堡经济联盟关于相互促进和保护投资的协定                                                               | 2005年6月6日   | 2009年12月1日  | 重新签订                           |
| 5    | 芬兰                   | 中华人民共和国政府和芬兰共和国政府关于保护投资的协定                                                                                 | 1984年9月4日   | 1986年1月26日  | [ 103 ]                            |
| 5    | 芬兰                   | 中华人民共和国政府和芬兰共和国政府关于鼓励和相互保护投资协定                                                                         | 2004年11月15日 | 2006年11月15日 | 重新签订                           |
| 6    | 挪威                   | 中华人民共和国政府和挪威王国政府关于相互保护投资的协定                                                                               | 1984年11月21日 | 1985年7月10日  | [ 105 ]                            |
| 7    | 義大利                 | 中华人民共和国政府和意大利共和国政府关于鼓励和相互保护投资协定                                                                       | 1985年1月28日  | 1987年8月28日  | [ 106 ]                            |
| 8    | 丹麦                   | 中华人民共和国政府和丹麦王国政府关于鼓励和相互保护投资协定                                                                           | 1985年4月29日  | 1985年4月29日  | [ 107 ]                            |
| 9    | 荷蘭                   | 中华人民共和国和荷兰王国关于相互鼓励和保护投资协定                                                                                   | 1985年6月17日  | 1987年2月1日   | [ 108 ]                            |
| 9    | 荷蘭                   | 中华人民共和国政府和荷兰王国政府关于鼓励和相互保护投资协定                                                                           | 2001年11月26日 | 2004年8月1日   | 重新签订                           |
| 9    | 奥地利                 | 中华人民共和国和奥地利共和国关于促进和相互保护投资协定                                                                               | 1985年9月12日  | 1986年10月11日 | [ 110 ]                            |
| 11   | 英国                   | 中华人民共和国政府和大不列颠及北爱尔兰联合王国政府关于促进和相互保护投资协定                                                         | 1986年5月15日  | 1986年5月15日  | [ 111 ]                            |
| 12   | 瑞士                   | 中华人民共和国政府和瑞士联邦政府关于相互促进和保护投资协定                                                                           | 1986年11月12日 | 1987年3月18日  | [ 112 ]                            |
| 12   | 瑞士                   | 中华人民共和国政府和瑞士联邦委员会关于促进和相互保护投资协定及其议定书                                                               | 2009年1月27日  | 2010年4月13日  | 重新签订                           |
| 13   | 波兰 · 今 波蘭         | 中华人民共和国政府和波兰人民共和国政府关于相互鼓励和保护投资协定                                                                     | 1988年6月7日   | 1989年1月8日   | [ 114 ]                            |
| 14   | 保加利亚 · 今 保加利亚 | 中华人民共和国政府和保加利亚人民共和国政府关于相互鼓励和保护投资协定                                                                 | 1989年6月27日  | 1994年8月21日  | [ 115 ]                            |
| 14   | 保加利亚 · 今 保加利亚 | 中华人民共和国政府和保加利亚共和国政府关于《中华人民共和国政府和保加利亚人民共和国政府关于相互鼓励和保护投资协定》的附加议定书       | 2007年6月26日  | 2007年11月10日 | 附加议定书                         |
| 15   | 苏联                   | 中华人民共和国政府和苏维埃社会主义共和国联盟政府关于鼓励和相互保护投资协定                                                           | 1990年7月26日  | 1990年8月21日  | 自动终止                           |
| 15   | 俄羅斯                 | 中华人民共和国政府和俄罗斯联邦政府关于促进和相互保护投资协定                                                                         | 2006年11月9日  | 2009年5月1日   | [ 118 ]                            |
| 16   | 匈牙利                 | 中华人民共和国和匈牙利共和国关于鼓励和相互保护投资协定                                                                               | 1991年5月29日  | 1993年4月1日   | [ 119 ]                            |
| 17   | 捷斯联邦               | 中华人民共和国政府与捷克和斯洛伐克联邦共和国政府关于促进和相互保护投资协定                                                           | 1991年12月4日  | 1992年12月1日  | [ 120 ]                            |
| 17   | 斯洛伐克               | 中华人民共和国政府和斯洛伐克共和国政府关于《中华人民共和国政府和捷克和斯洛伐克联邦共和国政府关于促进和相互保护投资协定》的附加议定书 | 2005年12月7日  | 2007年5月25日  | 附加议定书                         |
| 17   | 捷克                   | 中华人民共和国和捷克共和国关于促进和保护投资协定                                                                                     | 2005年12月8日  | 2006年9月1日   | 替代捷斯联邦时期协定               |
| 18   | 葡萄牙                 | 中华人民共和国政府和葡萄牙共和国政府关于鼓励和相互保护投资协定                                                                       | 1992年2月3日   | 1992年12月1日  | [ 123 ]                            |
| 18   | 葡萄牙                 | 中华人民共和国和葡萄牙共和国关于促进和相互保护投资的协定                                                                             | 2005年12月9日  | 2008年7月26日  | 重新签订                           |
| 19   | 西班牙                 | 中华人民共和国和西班牙王国关于相互鼓励和保护投资协定                                                                                 | 1992年2月6日   | 1993年5月1日   | [ 125 ]                            |
| 19   | 西班牙                 | 中华人民共和国和西班牙王国关于促进和相互保护投资的协定                                                                               | 2005年11月14日 | 2008年7月1日   | 重新签订                           |
| 20   | 希腊                   | 中华人民共和国政府和希腊共和国政府关于鼓励和相互保护投资协定                                                                         | 1992年6月25日  | 1993年12月21日 | [ 127 ]                            |
| 21   | 乌克兰                 | 中华人民共和国政府和乌克兰政府关于鼓励和相互保护投资协定                                                                             | 1992年10月31日 | 1993年5月29日  | [ 128 ]                            |
| 22   | 摩尔多瓦               | 中华人民共和国政府和摩尔多瓦共和国政府关于鼓励和相互保护投资协定                                                                     | 1992年11月6日  | 1995年3月1日   | [ 129 ]                            |
| 23   | 白俄羅斯               | 中华人民共和国政府和白俄罗斯共和国政府关于鼓励和相互保护投资协定                                                                     | 1993年1月11日  | 1995年1月14日  | [ 130 ]                            |
| 24   | 阿尔巴尼亚             | 中华人民共和国政府和阿尔巴尼亚共和国政府关于鼓励和相互保护投资协定                                                                   | 1993年2月13日  | 1995年9月1日   | [ 131 ]                            |
| 25   |                        | 中华人民共和国政府和克罗地亚共和国政府关于鼓励和相互保护投资协定                                                                     | 1993年6月7日   | 1994年7月1日   | [ 132 ]                            |
| 26   | 爱沙尼亚               | 中华人民共和国政府和爱沙尼亚共和国政府关于促进和相互保护投资协定                                                                     | 1993年9月2日   | 1994年6月1日   | [ 133 ]                            |
| 27   | 斯洛維尼亞             | 中华人民共和国政府和斯洛文尼亚共和国政府关于鼓励和相互保护投资协定                                                                   | 1993年9月13日  | 1995年1月1日   | [ 134 ]                            |
| 28   | 立陶宛                 | 中华人民共和国政府和立陶宛共和国政府关于鼓励和相互保护投资协定                                                                       | 1993年11月8日  | 1994年6月1日   | [ 135 ]                            |
| 29   | 冰島                   | 中华人民共和国政府和冰岛共和国政府关于促进和相互保护投资协定                                                                         | 1994年3月31日  | 1997年3月1日   | [ 136 ]                            |
| 30   | 羅馬尼亞               | 中华人民共和国政府和罗马尼亚政府关于鼓励和相互保护投资协定                                                                           | 1994年7月12日  | 1995年9月1日   | [ 137 ]                            |
| 30   | 羅馬尼亞               | 关于《中华人民共和国政府和罗马尼亚政府关于鼓励和相互保护投资协定》（一九九四年七月十二日订于布加勒斯特）                             | 2007年4月16日  | 2008年9月1日   | [ 138 ]                            |
| 31   | 南联盟                 | 中华人民共和国政府和南斯拉夫联盟共和国政府关于相互鼓励和保护投资协定                                                                 | 1995年12月18日 | 1996年9月12日  | 塞爾維亞承接了前南斯拉夫的国际协定 |
| 32   | 马其顿                 | 中华人民共和国政府和马其顿共和国政府关于鼓励和相互保护投资协定                                                                       | 1997年6月9日   | 1997年11月1日  | [ 140 ]                            |
| 33   | 馬爾他                 | 中华人民共和国政府和马耳他政府关于促进和保护投资的协定                                                                               | 2009年2月22日  | 2009年4月1日   | [ 141 ]                            |
| 34   | 賽普勒斯               | 中华人民共和国政府和塞浦路斯共和国政府关于相互促进和保护投资协定和议定书                                                             | 2001年1月17日  | 2002年4月29日  | [ 142 ]                            |
| —    |                        | 中华人民共和国与波斯尼亚和黑塞哥维纳关于促进和保护投资协定                                                                           | 2002年5月26日  | 2005年1月1日   | [ 143 ]                            |
| —    | 拉脫維亞               | 中华人民共和国政府和拉脱维亚共和国政府关于促进和保护投资的协定                                                                       | 2004年4月15日  | 2006年2月1日   | [ 144 ]                            |

## 大洋洲
| 序号 | 国家   | 协定全称                                                             | 签署日期       | 生效日期      | 备注    |
| ---- | ------ | -------------------------------------------------------------------- | -------------- | ------------- | ------- |
| 1    |        | 中华人民共和国政府与澳大利亚政府相互鼓励和保护投资协定               | 1988年7月11日  | 1988年7月11日 | [ 145 ] |
| 2    | 新西兰 | 中华人民共和国政府和新西兰政府关于促进和保护投资协定                 | 1988年11月22日 | 1989年3月25日 | [ 146 ] |
| 3    |        | 中华人民共和国政府和巴布亚新几内亚独立国政府关于促进和保护投资的协定 | 1991年4月12日  | 1993年2月12日 | [ 147 ] |
| —    |        | 中华人民共和国政府和瓦努阿图共和国政府关于促进和保护投资的协定       | 2006年4月7日   | 尚未生效      | [ 148 ] |

## 谈判中和中止谈判
|   | 洲   | 国家或地区 | 备注                                             |
| - | ---- | ---------- | ------------------------------------------------ |
| 1 | 欧洲 | 欧盟       | 中欧全面投资协定2020年12月30日完成谈判，待签署。 |
| 1 | 美洲 | 美国       | 谈判中止，待重启。                               |

## 单独关税区参与的双边投资协定
截至2025年5月，香港特别行政区政府与海外国家或地区经济体共签订24项双边投资协定，22项已生效，共涉及海外国家34个。澳门特别行政区政府与海外国家共签订2项双边投资协定，皆生效中。
- 海峡两岸关系协会与财团法人海峡交流基金会于2012年8月9日在台北签署了《海峡两岸投资保护和促进协议》[153]，2013年2月1日生效[154]。
- 中华人民共和国中央人民政府与香港特别行政区政府于2017年6月28日在香港签署《内地与香港关于建立更紧密经贸关系的安排》投资协议[155]，2018年1月1日生效。
- 中华人民共和国中央人民政府与澳门特别行政区政府于2017年12月18日在澳门签署《内地与澳门关于建立更紧密经贸关系的安排》投资协议[156]，2018年1月1日生效。

### 香港特別行政區
| №  | 国家或地区                                                             | 协定全称                                                                               | 签署日期       | 生效日期       | 备注                                |
| -- | ---------------------------------------------------------------------- | -------------------------------------------------------------------------------------- | -------------- | -------------- | ----------------------------------- |
| 1  | 荷蘭                                                                   | 香港政府和荷蘭王國政府關於鼓勵投資和保護投資協定                                       | 1992年11月19日 | 1993年9月1日   | 英屬香港签署，仍有效                |
| 2  |                                                                        |                                                                                        | 1993年9月15日  | 1993年10月15日 | 英屬香港签署，2020年1月17日終止生效 |
| 2  | 中華人民共和國香港特別行政區政府和澳大利亞政府關於促進和保護投資的協定 | 2019年3月26日                                                                          | 2020年1月17日  | [ 159 ]        |                                     |
| 3  | 丹麦                                                                   | 香港政府和丹麥王國政府關於促進和保護投資協定                                           | 1994年2月2日   | 1994年3月4日   | 英屬香港签署，仍有效                |
| 4  | 瑞典                                                                   | 香港政府和瑞典王國政府關於促進和保護投資協定                                           | 1994年5月27日  | 1994年6月26日  | 英屬香港签署，仍有效                |
| 5  | 瑞士                                                                   | 香港政府和瑞士聯邦議會關於促進和相互保護投資協定                                       | 1994年9月22日  | 1994年10月22日 | 英屬香港签署，仍有效                |
| 6  | 新西兰                                                                 | 香港政府和新西蘭政府關於促進和保護投資協定                                             | 1995年7月6日   | 1995年8月5日   | 英屬香港签署，仍有效                |
| 7  | 義大利                                                                 | 香港政府和意大利共和國政府關於促進和保護投資協定                                       | 1995年11月28日 | 1998年2月2日   | 英屬香港签署，仍有效                |
| 8  | 法國                                                                   | 香港政府和法蘭西共和國政府關於相互促進和保護投資協定                                   | 1995年11月30日 | 1997年5月30日  | 英屬香港签署，仍有效                |
| 9  | 德国                                                                   | 香港政府和德意志聯邦共和國政府關於鼓勵和相互保護投資協定                               | 1996年1月31日  | 1998年2月19日  | 英屬香港签署，仍有效                |
| 10 | 比利时 · 盧森堡                                                        | 香港政府和比利時——盧森堡經濟聯盟關於促進和保護投資協定                                 | 1996年10月7日  | 2001年6月18日  | 英屬香港签署，仍有效                |
| 11 | 奥地利                                                                 | 香港政府和奧地利共和國政府關於促進和保護投資協定                                       | 1996年10月11日 | 1997年10月1日  | 英屬香港签署，仍有效                |
| 12 | 日本                                                                   | 香港政府和日本國政府關於促進和保護投資協定                                             | 1997年5月15日  | 1997年6月18日  | 英屬香港签署，仍有效                |
| 13 |                                                                        | 香港政府和大韓民國政府關於促進和保護投資協定                                           | 1997年6月30日  | 1997年7月30日  | 英屬香港签署，仍有效                |
| 14 | 英国                                                                   | 中華人民共和國香港特別行政區政府和大不列顛及北愛爾蘭聯合王國政府關於促進和保護投資協定 | 1997年7月30日  | 1999年4月12日  | [ 171 ]                             |
| 15 | 泰國                                                                   | 中華人民共和國香港特別行政區政府和泰王國政府關於促進和保護投資協定                     | 2005年11月19日 | 2006年4月18日  | [ 172 ]                             |
| 16 | 芬兰                                                                   | 中華人民共和國香港特別行政區政府和芬蘭共和國政府關於促進和保護投資協定                 | 2009年7月2日   | 2014年3月16日  | [ 173 ]                             |
| 17 | 科威特                                                                 | 中華人民共和國香港特別行政區政府和科威特國政府關於促進和保護投資協定                   | 2010年5月10日  | 2013年9月14日  | [ 174 ]                             |
| 18 | 加拿大                                                                 | 中華人民共和國香港特別行政區政府和加拿大政府關於促進和保護投資的協定                   | 2016年2月10日  | 2016年9月6日   | [ 175 ]                             |
| 19 | 智利                                                                   |                                                                                        | 2016年11月18日 | 2019年9月14日  | [ 176 ]                             |
| 20 | 东南亚国家联盟                                                         |                                                                                        | 2017年11月12日 | 2019年6月17日  | [ 177 ]                             |
| 21 | 阿联酋                                                                 | 中華人民共和國香港特別行政區政府和阿拉伯聯合酋長國政府關於促進和相互保護投資協定       | 2019年6月19日  | 2020年3月6日   | [ 178 ]                             |
| 22 | 墨西哥                                                                 | 中華人民共和國香港特別行政區政府和墨西哥合眾國政府關於促進和相互保護投資協定           | 2020年1月23日  | 2021年6月16日  | [ 179 ]                             |
| 23 | 土耳其                                                                 | 中華人民共和國香港特別行政區政府和土耳其共和國政府關於相互促進和保護投資協定           | 2023年10月31日 | 尚未生效       | [ 180 ]                             |
| 24 | 巴林                                                                   | 中華人民共和國香港特別行政區政府和巴林王國政府關於促進和保護投資協定                   | 2024年3月3日   | 尚未生效       | [ 181 ]                             |
| —  | 馬爾地夫                                                               |                                                                                        | 尚未簽署       |                |                                     |
| —  | 緬甸                                                                   |                                                                                        | 尚未簽署       |                |                                     |
| —  | 伊朗                                                                   |                                                                                        | 談判中         |                |                                     |
| —  |                                                                        |                                                                                        | 談判中         |                |                                     |
| —  | 俄羅斯                                                                 |                                                                                        | 談判中         |                |                                     |
| —  | 沙烏地阿拉伯                                                           |                                                                                        | 談判中         |                |                                     |
| —  | 秘魯                                                                   |                                                                                        | 談判中         |                |                                     |
| —  | 埃及                                                                   |                                                                                        | 談判中         |                |                                     |

### 澳門特別行政區
| № | 国家或地区 | 协定全称                                                               | 签署日期      | 生效日期     | 备注    |
| - | ---------- | ---------------------------------------------------------------------- | ------------- | ------------ | ------- |
| 1 | 葡萄牙     | 中華人民共和國澳門特別行政區和葡萄牙共和國關於相互鼓勵和保護投資的協定 | 2000年5月17日 | 2002年5月2日 | [ 182 ] |
| 2 | 荷蘭       | 中華人民共和國澳門特別行政區與荷蘭王國關於相互鼓勵和保護投資的協定     | 2008年5月22日 | 2009年5月1日 | [ 183 ] |